# Hydractinia multigranosi
Hydractinia multigranosi is een hydroïdpoliep uit de familie Hydractiniidae. De poliep komt uit het geslacht Hydractinia. Hydractinia multigranosi werd in 1991 voor het eerst wetenschappelijk beschreven door Namikawa. 